# Phare de Georgetown
Le phare de Georgetown (en anglais : Georgetown Light) est un phare situé sur North Island à l'entrée de Winyah Bay (en) au sud-est de Georgetown, dans le comté de Georgetown en Caroline du Sud.
Il se trouve désormais dans la réserve naturelle de Tom Yawkey Wildlife Center Heritage Preserve,
Il est inscrit au Registre national des lieux historiques depuis le 30 décembre 1974 sous le n° 74001857.

## Historique
Le phare d'origine était une tour en cyprès. Il a été détruit par une tempête en 1806. En 1812, une tour de briques de 72 pieds (22 m) a été construite. Une lentille de Fresnel de quatrième ordre a été installée en 1857. Le phare a été reconstruit et remonté à 27 m (87 pieds) en 1867 après avoir été endommagée pendant la guerre de Sécession. La lumière a été automatisée en 1986. La lentille de Fresnel a été retiré en 1999 pour être remplacé par une balise aérienne moderne.
La maison du gardien en briques, le bâtiment à carburant en briques (1890) et le hangar à bateaux (1894) sont également conservés.

## Description
Le phare est une tour cylindrique en brique avec une galerie et une lanterne de 27 m de haut. La tour est peinte en blanc et la lanterne est noire.
Il émet, à une hauteur focale de 26 m, deux longs éclats blancs de 3 secondes par période de 15 secondes. Sa portée est de 15 milles nautiques (environ 28 km).

## Caractéristiques dufeu maritime
Fréquence : 15 secondes (W)
- Lumière : 3 secondes
- Obscurité : 2 secondes
- Lumière : 3 secondes
- Obscurité : 7 secondes

Identifiant : ARLHS : USA-323 ; USCG : 3-0120 ; Amirauté : J2582 .

### Lien connexe
- Liste des phares en Caroline du Sud